# 阿南市立福井中学校
阿南市立福井中学校（あなんしりつ ふくいちゅうがっこう）は、徳島県阿南市福井町大西にある公立中学校。

## 基礎データ
全校生徒数
- 42人（平成30年度）[1]

教育目標
- 頭・心・体を鍛え、ともに伸びる。

## 校訓
- 自主
- 誠実
- 協同

## 沿革
- 1947年（昭和22年） - 創立
- 1987年（昭和62年）3月31日 - 阿南市立福井中学校福井南分校を統合

## 通学区域が隣接している学校
- 阿南市立阿南第二中学校
- 阿南市立新野中学校
- 美波町立日和佐中学校
- 美波町立由岐中学校

## 関連学校
- 阿南市立福井小学校